# Нигерија
Нигерија (енгл. Nigeria), или званично Савезна Република Нигерија (енгл. Federal Republic of Nigeria), је држава у западној Африци. На југу излази на Гвинејски залив, део Атлантског океана. Дужина обале је 853 km, а копнене границе 4047 km. На западу граничи Бенином (773 km), северу Нигером (1497 km), североистоку Чадом (87 km), истоку Камеруном (1690 km). Главни град је 1991. године из Лагоса премештен у Абуџу, нови град изграђен од 1976. до 1991. године на месту изабраном због централног положаја и здраве климе 480 km западно од Лагоса. Нигерија је најмногољуднија земља Африке , са око 221 милиона становника и међу 5 најмногољуднијих земаља света је на седмом месту . Састоји се из 36 држава и територије главног града Абуџе.
Данашња Нигерија је била локација бројних краљевстава и племенских држава током миленијума. Модерна држава настала је од британске колонијалне владавине која је почела у 19. веку, и спајањем Јужног нигеријског протектората и Северног нигеријског протектората 1914. године. Британци су успоставили административне и правне структуре док су практиковали индиректну владавину кроз традиционалне племенске савезе. Нигерија је постала формално независна федерација 1960. године, а утонула је у грађански рат од 1967. до 1970. године. Од тада се прелазила између демократски изабраних цивилних влада и војних диктатура, док није постигла стабилну демократију 1999. године, а председнички избори из 2011. године се сматрају првим релативно слободним и поштеним изборима.
Нигерија се често назива „Афричким гигантом“, због своје велике популације и економије. Са приближно 221 милиона становника, Нигерија је најнасељенија земља у Африци и седма најнасељенија земља на свету. Нигерија је једна од највећих младих популација на свету. Она је вишенационална држава, пошто је настањена са преко 500 етничких група, међу којима су три највеће Хауса, Игбо и Јоруба; ове етничке групе говоре преко 500 различитих језика, и идентификоване су са широким спектром култура. Званични језик је енглески. Нигерија је подељена у приближно две половине између хришћана, који углавном живе у јужном делу земље, и муслимана у северном делу. Мањи део популације практикује урођеничке религије Нигерије, као што су изворне религије Игбо и Јоруба етничких група.
У 2015. години, Нигерија је била 20. по величини светска економија, вредна више од 500 милијарди и 1 билиона америчких долара у погледу бруто домаћег производа и паритета куповне моћи респективно. Она је превазишла Јужну Африку и постала највећа економија Африке 2014. године. Године 2013. дуг-ГДП однос је био 11%. Светска банка сматра Нигерију тржиштем у развоју; и она је идентификована као регионална сила на Афричком континенту, сила средње јачине у међународним питањима, и као глобална сила у развоју. Нигерија је члан  групе земаља, које се сматрају следећим сетом економија попут „BRIC“ групе. Нигерија се исто тако наводи међу „следећих једанаест“ економија које ће постати највеће на свету. Нигерија је оснивачки члан Афричке уније, и члан многих других међународних организација, укључујући Уједињене нације, Комонвелт нација и OPEC.

## Географија

### Положај
Државе са којима се Нигерија граничи су: Бенин, Нигер, Чад, Камерун. Површина државе износи 923.768 km².
Излази на Атлантски океан.

### Геологија и рељеф
Рељеф уз океан низије као и у унутрашњости а на северу планине (највиши врх Џос 2010 m). Планине се налазе и на истоку (Адамове планине) Степе, са севера земље, а посебно изражене на североистоку земље, ка југу постепено прелазе у саване које остају доминантне и у централној Нигерији. За овај део земље, изузев централног масива са око 2000 m надморске висине и источних камерунских планина Мандара, карактеристична је висораван са просечном надморском висином од 400–600 m. У овом делу земље израженији су кишни и сушни периоди а даље ка југу клима је доста влажнија и поприма карактер жарко тропске.

### Воде
На крајњем јужном приморју речна мрежа је врло разграната, преовлађују тропске кишне шуме и продиру у унутрашњост све ушћа реке Бенуе у Нигер који са својом огромном делтом југ земље чини полумочварним пределом.

### Клима
Клима тропска и степска углавном на северу. Јужне делове Нигерије карактерише екваторска клима, северна тропска. Карактеристичне су високе температуре и мала температурна колебања.

## Историја
Прва позната цивилизација на нигеријском подручју била је она народа Нок који је од 500. п. н. е. до 200. године живео на висоравни Џосу, а по степену развоја припадао је гвозденом добу.
Северном је Нигеријом од 9. века током више од 600 година доминирало трговачко царство Канем-Борну са седиштем око језера Чад. Своју је моћ темељило на прекосахарској трговини са северноафричким Берберима. Ифе и Ојо, краљевства народа Јоруба у јужном Нигерији, су постала значајна у 12,, односно 14. веку, а на југоистоку царство Бенин народа Едо.
Европски трговци су у раздобљу од 17. до 19. века на обали успоставили постаје за трговину робовима које су транспортирали на амерички континент. Први Европљани који су видели обалу данашње Нигерије били су чланови посаде једне португалске лађе 1472. године. Године 1786. у Нигерији се могао купити роб за 2 фунте, а продати у Америци за 65 фунти. У том је добу годишње превожено преко Атлантика и више од 100 000 робова. The majority of those enslaved and taken to these ports were captured in raids and wars. Још 1847, након што су многе државе начелно забраниле трговину робљем, из Африке је у цели свет одаслано преко 80.000 припадника робља. У 19. су веку робови као главна роба замењени другим добрима, на пример палминим уљем. Робовање у Нигерији стављено је ван закона тек 1901. године, а кућни робови постојали су и раних 1950-их. Почетком 19. века исламски реформатор Усман дан Фодио подвргнуо је контроли народа Фулани велик део нигеријског севера.
На прелазу 19. у 20. век подручје Нигерије колонизовала је Уједињено Краљевство, испочетка је поделивши на Северну и Јужну Нигерију. Обе су колоније уједињене 1914. Британци су локалним поглаварима оставили значајна овлашћења, посебно на исламском северу, док је југ христијанизован, а донекле и поевропљен, што је погодовало економском развоју и учинило југ богатијим, а његове становнике боље образованим. Лагос, стављен под британску управу тек 1906, имао је раних 1950-их 270.000 становника. Од тога су тек 4.000 били Европљани, а у самоме средишту града живело је 28.000 људи на 24 ха земље.
Пирамиде у Кану, подвргнутом британској управи тек 1903, одликују се тиме што свака садржи 767 т кикирикија. Из Кана су Британци одржавали ваздушну линију за Меку, како би нигеријски муслимани ходочастили. Лет је коштао 149 фунти, а године 1953. било је 1.159 путника. На исламском северу Нигерије била су поткрај колонијалног доба 52 емира, а сваки је годишње добивао 7.000 фунти плате и 300 фунти за своје домаћинство. У покрајини Сокото тачно је 30 белаца уз помоћ 300 ненаоружаних црних полицајаца владало над 1.500.000 становника. Фулани су били владајућа класа, а припаднике народа Хауса су држали као кметове пошто су их 1800. под водством ратника Османа Дан Фодија подјармили џихадом, те успоставили своје царство. У Северној Нигерији забележено је раних 1950-их чак 40.000 случајева губе, а билхарзија је већ досегла 80%.
Након Другог светског рата Британија је као одговор на растући нигеријски национализам започела пренос власти на домаће становништво у оквиру федералне структуре условљене антагонизмом великог броја етничких група и две главне религија, хришћанства и ислама. Поткрај колонијалнога доба у Нигерији су од око 35.000.000 становника тек 1.750 били белци. Године 1960. земља је постала независна федерација три регије које су задржале велик степен самоуправе. Од 1933. до 1954. нигеријски национални доходак је ушестостручен. Те године земља је имала 509 лекара, 41 биоскоп и 12 дневних листова. Само око 20.000 житеља имало је завршену средњу школу, а око 95% је било неписмено. Универзитетски колеџ у Ибадану отворен је 1952. године, а поседовао је библиотеку од 100.000 књига. Постојала је само 1.600 km дуга жељезничка пруга од Лагоса до Порто Харкорта.
У 1966. у земљи су се догодила два узастопна државна удара у којима су доминацију преузели војни официри, прво с југа, а онда са севера земље. Недуго након тога југоисточна је регија у којој је већину чинио народ Игбо, изложен прогонима на северу, прогласила је независност као Република Биафра, чиме је започео троипогодишњи грађански рат; Биафра је уз велике људске жртве побеђена. У Нигерији је 1960-их вођен грађански рат након којег је влада генерала Јакобуа успоставила мир поделивши земљу на 12 савезних држава уместо на дотадашње 4 потпуно вештачке покрајине, оставштину колонијалног доба у којем су белци исцртали границе нимало не поштујући историју и етничку мапу континента. У седамдесетима је у Нигерији почело вађење нафте, али приходи од њене продаје нису значајније допринели побољшању животног стандарда већине становништва.
Од 1970. до 1998. на власти су се смењивале војне и корумпиране цивилне владе. Посебно је злогласан био режим генерала Санија Абача (1993—1998) за време којег су погубљени бројни политички противници, међу њима и познати новинар Кен Саро-Вива. Након Абачине смрти одржани су слободни председнички избори на којима је победио председник Олусегун Обасањо. Крајем маја 2007. године, након одржаних избора, председник Нигерије постао је Умару Јар'Адуа.

## Влада
У својој историји имала је више удара. Политички партије: Национална партија Нигерије, Нигеријска народна партија, Партија јединства Нигерије, и друге.

## Административна подела
Састоји се из 36 федеративних држава и главног града.

## Становништво
Данашње нигеријске границе одређене су договорима европских држава у 19. веку и не подударају се с етничким, верским или језичним поделама тако да је Нигерија међу етнички најразноврснијим земљама света с око 250 народа. Највеће групе су: на северу Хауса-Фулани (29%), углавном муслимани, на југозападу Јоруба (21%) већином хришћани уз нешто муслимана и анимиста, те на југоистоку Игбо (Ибо, 18%), хришћани. Језик Хауса припада Афро-азијатској језичној породици чији су чланови и нпр. берберски и семитски језици, док су језици Јоруба и Игбо у Бенуе-конгоанској групу Нигерско-конгоанске породице.
Народ Игбо на истоку бројио је раних 1950-их око 4.000.000 припадника, подељених на најмање 2.000 засебних јединица. Нису имали поглавице, а вршили су обрезивање жена. Невесте су куповали благом, меденим шипкама, радом, пушком или готовином. Нису познавали пољубац у уста, а њихов израз за водити љубав дословце преведен значи „гледати у очи“. Грех је водити љубав по дану или на ново поораној земљи. Још 1945. догађали су се поједини случајеви канибализма у земљи Ибоа. У њиховој традицији постојали су људи-леопарди, убице из верских побуда, који се облаче у леопардова крзна и сакате жртве челичним кукама-канџама. Године 1947. 70 од ових убица било је ухваћено, осуђено и смакнуто.
Народ Јоруба одликује се многим јединственим обичајима. На пример, очево имање наслеђује син, а мајчино кћи. Цене готово 400 богова, а најважнији је Олорум, чије име значи „власник небеса“. Једно мање божанство је „би“, бог малих богиња (козица). До 1900. био је обичај да се глава нижег поглавице, кад умре, пошаље онију од Ифе као знак поштовања. Амерички антрополог Вилијам Т. Баском описује како су неки потомци робова из племена Јоруба на Куби задржали своје старе обичаје. Хране се и жртвују животиње као Јорубе, а веровања у нека своја божанства помешали су с хришћанством. За њих је Јован Крститељ бог Огун, а песме на мешовитом јорупско-шпанском су емитоване на хаванском радију.
Најбројнија верска заједница у земљи су хришћани (49%); а од тога 12% католика, 26% Протестанти, 9% Афрички хришћани и 2% Копти, муслимани (45%) и остатак су припадници домаћих вера.
У последњих неколико година верске су разлике избиле у први план, посебно на северу где је у неким федералним јединицама уведен у целости или деломично исламски шеријатски закон.

## Привреда
Има велики утицај страног капитала, али све више покушава законима да одржава барем одређени удео. Имају велико рудно благо. Све више опада пољопривреда. Нафтни сектор још увек чини 20% БДП-а, учествује са око 95% у укупном извозу и доприноси 65% прорачунских прихода. Углавном некомерцијални пољопривредни сектор не може се носити са повећањем броја становника па је Нигерија увозник хране.
БДП је за 2004. процењен на 1.000 долара по становнику (мерено по ППП-у).
Пољопривредни ресурси: кикирики, уљне палме, кафа, просо, кукуруз, слатки кромпир, парадајз. Индустрија: машинска, обојена металургија, рафинерија нафте, хемијска, дрвна, обуће, текстилна...
Руде: нафта, боксит, азбест, камени угаљ, олово, злато. За индустрију као и за руде све већи утицај жели имати држава како би их „заштитила“ од страног капитала.

## Галерија
- Главни град Нигерије Абуџа
- Камен Зума у Нигерији
- Град Лагос
- Национална Џамија Абуџе
- Панголин
- Јело Фуфу